# كبلر-10b
كيبلر 10 بي (بالإنجليزية: Kepler-10b)‏ الذي يرمز له بالرمز KOI-72.01، هو كوكب خارج المجموعة الشمسية، وأرض هائلة، في كوكبة التنين، يتبع Kepler-10.

## الاكتشاف
اكتشف في 10 يناير 2011، وكانت طريقة الاكتشاف طريقة العبور.